# DoS

Diagrama unui atac de tip DDoS

Un atac cibernetic de tip DoS (de la expresia engleză denial-of-service, în traducere: refuzul, blocarea serviciului) sau DDoS (distributed denial-of-service, blocarea distribuită a serviciului) este o încercare frauduloasă de a indisponibiliza sau bloca resursele unui calculator. Deși mijloacele și obiectivele de a efectua acest atac sunt foarte diverse, în general acest atac este efectul eforturilor intense ale unei (sau a mai multor) persoane de a împiedica un site web sau și servicii din Internet de a funcționa eficient, temporar sau nelimitat. Autorii acestor atacuri au de obicei drept țintă site-uri sau servicii găzduite pe servere cu cerințe înalte, cum ar fi băncile, gateway-uri pentru plăți prin carduri de credit și chiar servere în întregime.
O metodă tradițională de atac provoacă „saturarea” calculatorului țintă (victimei) cu cereri de comunicare externe, astfel ca să nu mai poată reacționa eficient la traficul Internet legitim, sau chiar să devină indisponibil. În termeni generali, atacurile de tip DoS se realizează pe mai multe căi:
- provocarea unui reset forțat al calculatorului sau al mai multor calculatoare,
- consumarea intensă a resurselor disponibile ale unui server, astfel încât acesta să nu mai poată furniza servicii,
- blocarea comunicațiilor dintre utilizatorii bine intenționați și calculatorul victimă, astfel încât acesta să nu mai poată comunica adecvat.

Atacurile de tip Denial of Service sunt considerate încălcări ale politicii de utilizare corectă a Internetului elaborate de Internet Architecture Board (IAB). De asemenea aceste atacuri constituie deseori încălcări ale legislației din țara respectivă.

## Mijloace
Există două tipuri principale de atac: prin intermediul rețelelor cu fir și prin intermediul rețelelor bazate pe tehnologia fără fir, sau unde radio (în engleză: wireless).
Atacurile prin intermediul rețelelor cu fir necesită o mare putere de calcul, câteodată se ajunge și la metoda distribuitivă. Atacurile prin acest tip de rețea nu necesită plăci de rețea adiționale și nu au nevoie nici de o conexiune de bandă largă. 
Atacurile prin intermediul rețelelor fără fir necesită cartele de rețea avansate și de obicei antene externe cu randament înalt cu scopul de a mări puterea de emisie și aria de acoperire.
Atacurile prin servere virtuale private pe scurt VPS , acesta necesita un script special.

## Tipuri de atacuri DoS
Majoritatea atacurilor DoS se încadrează într-una sau mai multe din următoarele trei categorii, fiecare atac putând utiliza unul sau mai mulți vectori de atac, creați pornind de la potențialele măsuri de apărare ale țintei:

### Atacuri volumetrice
Acestea trimit cantități masive de trafic către țintă pentru a copleși lățimea de bandă a rețelei

### Atacuri de protocol
Acestea au ținte mai precise și exploatează vulnerabilitățile din resursele unui server

### Aplicații de atac
Acestea sunt cea mai sofisticată formă de atacuri DoS, cu accent pe anumite aplicații web.